# بينياثيرادا
بلدية بينياثيرادا (بالإسبانية: Peñacerrada) هي بلدية تقع في مقاطعة ألافا التابعة لإقليم الباسك شمال إسبانيا.

## الديموغرافيا
يبلغ عدد سكان بلدية بينياثيرادا 287 نسمة عام 2011 (وفقاً للمعهد الوطني للإحصاء الإسباني).
| 251 | 258 | 251 | 257 | 253 | 290 | 287 |